# Hrabstwo Taylor (Iowa)

Piramida wieku hrabstwa

Hrabstwo Taylor (ang. Taylor County) to hrabstwo w stanie Iowa w Stanach Zjednoczonych. Hrabstwo zajmuje powierzchnię lądową 1 382,92 km². Według szacunków US Census Bureau w roku 2006 liczyło 6540 mieszkańców. Siedzibą hrabstwa jest miejscowość Bedford.

## Miasta
- Bedford
- Blockton
- Clearfield
- Conway
- Gravity
- Lenox
- New Market
- Sharpsburg